# TJ Rožnov pod Radhoštěm
TJ Rožnov pod Radhoštěm, spolek je sportovní spolek působící ve městě Rožnov pod Radhoštěm od roku 2014, jeho historie je však doložena již ke konci 19. století.

## Popis
Spolek sdružuje 20 sportovních oddílů: badminton, basketbal, bruslařský klub, cyklistika, házená, judo, kulturistika, severská kombinace a skoky na lyžích, lyžování - běžecké disciplíny, plavání, stolní tenis, sportovní gymnastika, softball, KČT, volejbal, Sport pro všechny, karate – Kobudo, sebeobrana – Asiagymsport, trampolíny a skateboarding. Jednotlivé oddíly provozují a organizují svoji sportovní činnost samostatně, avšak v součinnosti v zájmu TJ Rožnov pod Radhoštěm jako celku. TJ Rožnov pod Radhoštěm je členem zastřešující sportovní organizace Česká unie sportu (ČUS), prostřednictvím které má zmíněných 20 sportovních oddílů a klubů vazbu i na jednotlivé sportovní svazy daných sportovních odvětví.[zdroj?]
Hlavním objednatelem služeb spolku je město Rožnov pod Radhoštěm, významným zdrojem jeho financí jsou také dotace.

## Historie
Původní sportovní organizací ve městě byla tělocvičná jednota Sokol, jež byla založena v roce 1890 a fungovala do roku 1950. Od roku 1958 byla pokračovatelem Tělovýchovná jednota Rožnov pod Radhoštěm, jež sloučila místní tělovýchovné jednoty Jiskra a Spartak. „TJ Rožnov pod Radhoštěm, spolek“, založená 1. ledna 2014,  je považována za jejího právního pokračovatele.
Dlouholetého předsedu spolku Jana Pargače v roce 2016 nahradil Jan Fiedler.